# روجر أ. برادي
روجر آلان برادي (بالإنجليزية: Roger Alan Brady)‏ (مواليد 11 نوفمبر 1946) فريق أول سابق من فئة أربع نجوم خدم في القوات الجوية الأمريكية وشغل منصب القائد الثالث والثلاثين للقوات الجوية الأمريكية في أوروبا كما كان في الوقت نفسه يشغل منصب قائد قيادة الحلفاء الجوية في حلف شمال الأطلسي في رامشتاين ومدير مركز كفاءة القوات الجوية المشتركة في كالكار بألمانيا من 9 يناير 2008 إلى 13 ديسمبر 2010. قبل ذلك شغل منصب نائب رئيس هيئة الأركان للقوى العاملة والأفراد من يونيو 2004 إلى يناير 2008. كقائد للقوات الجوية الأمريكية في أوروبا كان مسؤول عن أنشطة القوات الجوية في القيادة العسكرية الأميركية في إفريقيا. تقاعد من القوات الجوية في 1 فبراير 2011.
قاد مجموعة دعم وجناح تدريب الطيران وكان نائب قائد مركز الخدمات اللوجستية الجوية. عمل كمدير للموظفين والسوقيات والخطط والبرامج والعمليات. تشمل مشاركته في العمليات المنتشرة الخدمة في حرب فيتنام ونشر قوات حلف شمال الأطلسي لدعم عملية عاصفة الصحراء وتأمين دعم التحالف من أجل دعم الأجنحة الاستكشافية خلال عملية قوات الحلفاء وتوفير الدعم الكامل للقوة الجوية والأسطول الجوي لأسطول طائرات الطيران المدني إلى عمليات النسر النبيل والحرية الدائمة وحرب العراق.
حلق برادي أكثر من 3000 ساعة في الطائرات سيسنا تي-37 تويت ونورثروب تي-38 تالون ورايثيون تي-1 جايهوك وبوينغ كيه سي -135 وليرجيت 35 ولوكهيد سي5 غلاكسي.
أقيم حفل تقاعد برادي في 13 ديسمبر 2010 في رامشتاين بألمانيا وانتهى من الخدمة الفعلية اعتبارا من 1 فبراير 2011. منذ تقاعده عمل في مجلس أمناء جامعة وسط المحيط الأطلسي المسيحية.